# Winston (Missouri)
Winston és una població dels Estats Units a l'estat de Missouri. Segons el cens del 2000 tenia 247 habitants.

## Demografia
Segons el cens del 2000, Winston tenia 247 habitants, 97 habitatges, i 67 famílies. La densitat de població era de 307,6 habitants per km².
Dels 97 habitatges en un 32% hi vivien nens de menys de 18 anys, en un 53,6% hi vivien parelles casades, en un 14,4% dones solteres, i en un 30,9% no eren unitats familiars. En el 27,8% dels habitatges hi vivien persones soles el 13,4% de les quals corresponia a persones de 65 anys o més que vivien soles. El nombre mitjà de persones vivint en cada habitatge era de 2,55 i el nombre mitjà de persones que vivien en cada família era de 3,06.
Per edats la població es repartia de la següent manera: un 27,5% tenia menys de 18 anys, un 11,3% entre 18 i 24, un 23,5% entre 25 i 44, un 25,5% de 45 a 60 i un 12,1% 65 anys o més.
L'edat mediana era de 37 anys. Per cada 100 dones de 18 o més anys hi havia 79 homes.
La renda mediana per habitatge era de 30.125 $ i la renda mediana per família de 32.917 $. Els homes tenien una renda mediana de 28.125 $ mentre que les dones 19.375 $. La renda per capita de la població era de 13.283 $. Entorn del 7,7% de les famílies i el 8,9% de la població estaven per davall del llindar de pobresa.

## Poblacions més properes
El següent diagrama mostra les poblacions més properes.